# ریختگی مژه

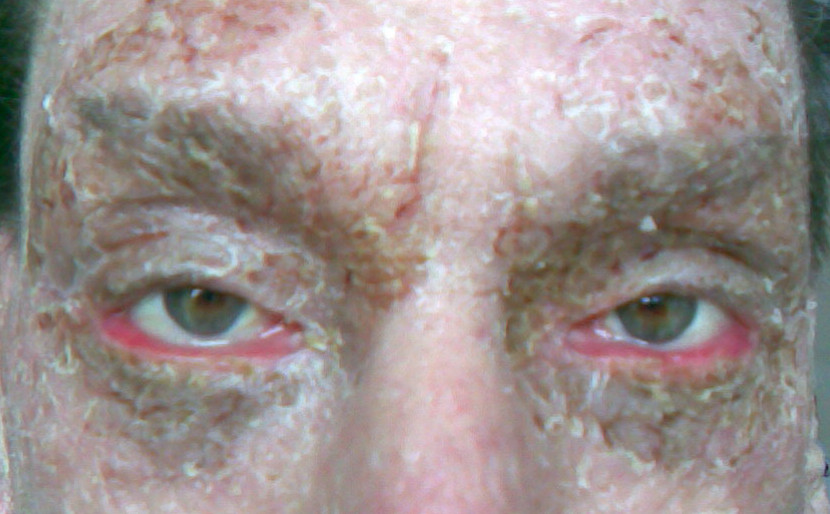
ریختگی مژه

ریختگی مژه یک بیماری است که منجر به از دست دادن مژه وگاهی اوقات ابرومی‌شود. اصطلاح "madarosis" یونانی است برای کلمه "madao" به معنی "سقوط کردن." نقش ابرو و مژه هر دو پیشگیری از ورودباکتری‌ها و دیگر اشیاء خارجی به چشم می‌باشد. اکثریت بیماران مبتلا به ریختگی مژه دچار جذام می‌باشند.

## علائم
ریختگی مژه شرایط جدی و بحرانی نیست. اصلی‌ترین علامت و نشانه‌ای از ریختگی مژه ریزش مو از پلک زدن ابرو یا مژهاست. بعضی علایم دریبماری‌های دیگرهم می‌باشد.
- تورم و خارش، قرمزی، سوزش پلک
- ریزش مو از دیگر نقاط بدن عمدتاً پوست سر
- افزایش وزن یا تپش قلب اگر مشکل تیروئیدوجود دارد.

## علل و پیشگیری
علل مختلفی برای از ریختگی مژه وجود دارد.
- شرایط چشم پزشکی: بلفاریت عبارت از عفونت پلک است. بلفاریت قدامی یا بلفاریت استافیلوکوکی یا بلفاریت seborrhoeic و بلفاریت خلفی است که مربوط به غدد میبومین می‌باشد.
- شرایط پوستی: انواع متعددی از شرایط پوست است که می‌تواند در ریختگی مژه مؤثر باشد که عبارتند از درماتیت آتوپیک، درماتیت Seborrhoeic درماتیت آتوپیک، و پسوریازیس بر روی پلک می‌تواند باعث ریختگی مژه شود. انواع دیگر شامل: آلوپسی جلو فیبروزان، ophryogenes ulerythema، آکنه روزاسه، تلوژن افلوویوم، mucinosis فولیکولی، و سارکوئیدوز پوستی.
- نقص تغذیه ای: سوء تغذیه شدید می‌تواند منجر به ریزش مو مزمن شود. Hypoproteinemia باعث از دست دادن زودرس مو با شروع تلوژن می‌شود. کمبود روی مانند acrodermatitis enteropathica، می‌تواند به از دست دادن مو ابرو / مژه منجر شود. کمبودهای دیگر مانند بیوتین و آهن نیز ممکن است باعث از دست دادن مو شود.
- عفونت‌ها: عفونت بسیاری در بدن وچود دارد که می‌تواند منجر به از دست دادن مژه / ابرو شود. عفونت شایع، مانند جذام lepromatous. سفلیس و سایر عفونت‌های ویروسی مانند تبخال یا HIV می‌تواند باعث از دست دادن مو ی چشم نیز شود. عفونت‌های قارچی، مثل paracoccidioidomycosis، قارچ، یا میکروسپوروم، همچنین باعث عفونت است.
- تروما: اغلب صدمات تروما منجر به ریختگی مژه می‌شوند که از نقطه نظر روانی، به عنوان تریکوتیلومانیا شناخته شده‌اند.
- مواد مخدر / داروها: کرک کوکائین یا داروهای شیمی درمانی. دیگر داروها عبارتند از: پروپرانولول، والپروئیک اسید، باربیتورات‌ها، واکسن MMR، سم بوتولینوم، اپی نفرین، داروهای ضد تیروئید، داروهای ضد انعقادی و داروهای کاهنده لیپید
- ژنتیک
- اختلالات خود ایمنی: آلوپسی آره آتا، قرص مانند لوپوس اریتماتوی، erythmatosus لوپوس پوستی مزمن، سندرم گراهام کوچولو، و سندرم پری رامبرگ
- بیماری‌های دیگر: کم‌کاری تیروئید، پرکاری تیروئید، پاراتیرویید، کم‌کاری هیپوفیز و آمیلوئیدوز

## مکانیزم

### طبقه‌بندی
دو نوع اصلی طبقه‌بندی ریختگی مژه وجود دارد. اولین با عنوان برچسب نوع «غیر-زخمی.» در غیرزخمی مو دارای توانایی رشد مجدد پس از درمان اولیه است. نوع زخم ریختگی مژه که ریزش مو دائمی است و تنها می‌تواند مجدداً پس از درمان‌های زیبایی بازگردد.

### پاتوفیزیولوژی
دو مسیر وجود دارد. در مسیر غیر زخمی فولیکول‌های مو دست نخورده باقی می‌ماند که به‌طور بالقوه می‌تواند با تشخیص مناسب و درمان بازگشت پذیر باشند. در مسیر زخمی فولیکول به‌طور دائم از دست رفته و با توجه به بافت آسیب دیده دچار آتروفی یا التهاب می‌شود.
نوع ریختگی مژه شدت شرایط را تعیین می‌کند.
- شرایط چشمی: چندین نوع از عفونت شایع وجود دارد. خطوط چشم خاکستری، یک خط که پلک را به دو بخش تقسیم می‌کند: بخش قدامی که پوست و عضله است و در حالی که خلفی تارس و ملتحمهاست. این بلفاریت بر اساس نوع دخالت پلک طبقه‌بندی شده‌است. بلفاریت قدامی یا بلفاریت استافیلوکوکی و بلفاریت seborrhoeic که علائم در امتداد شفت مو قرار دارند. بلفاریت خلفی که معمولاً با توجه به اختلال غده meibomian است.
- شرایط پوستی: انواع مختلف شرایط پوستی است که می‌تواند در ریختگی مژه وابسته به موقعیت آن است مرتبط باشد. درماتیت آتوپیک که در ارتباط با اختلالات آلرژیک است و بر پلک پایین‌تر اثر می‌گذارد. درماتیت سبوروئیک با پوسته پوسته شدن ابرو همراه است. از دست دادن ابرو در هر دو نوع آتوپیک و درماتیت سبوروئیک معمولاً شایع بودهکه به علت خاراندن مداوم/دست زدن به آن می‌باشد. پسوریازیس در پلک می‌تواند باعث ریختگی مژه شود. دیگران عبارتند از: پیشانی fibrosing ریزش مو، ulerythema ophryogenesهای آکنه روزاسه با تلوژنهای فولیکولی mucinosisو جلدی سارکوئیدوز.
- نقص تغذیه: روی نقش مهمی در رشد مو دارد و کمبود روی می‌تواند باعث ریزش مو شود، به ویژه ریختگی مژه. بیوتین پروتئین اصلی مو و آهن در صورت کمبود باعث از دست دادن مو می‌شوند.
- عفونت: ریختگی مژه یک طرفه (فقط یک چشم) ممکن است در جذامtuberculoid از اینفیلتریت گرانولومایی فولیکول مو تا در نهایت از بین بردن آنها. عفونت‌هایی مانند سفلیس با ایجاد ظاهر بید خورده ریزش مو ابرو می‌شوند. عفونت‌های ویروسی مثل تبخال یا HIV می‌تواند باعث زخم شدن پلک در نتیجه باعث از دست دادن مو شوند. انواع عفونت‌های قارچی مانند paracoccidioidomycosis می‌تواند باعث ضایعات و تغییرات در مکان‌های موهای پلک شوند.
- تروما: کشیدن مو، یک اختلال روانی است که در آن موها بیرون کشیده یا شکستگی می‌شوند، هنگامی که فرد مضطرباست. هر دو trichoteiromania (ریزش مو از مالش مداوم) و trichotemnomania (ریزش مو از تراش مداوم مو) می‌تواند در نتیجه منجر به از دست دادن مو شود.
- مواد مخدر/داروها: آمیودارون داروی قلب گزارش شده‌است که باعث از دست دادن مژه و ابرو می‌شود. استفاده کوکائین نشان داده است که با توجه به بخارات آن باعث سوختن مو ابرو یا مژه و از دست دادن مو می‌شود. پرتودرمانی و شیمی درمانی می‌تواند باعث از دست دادن مو با توجه به ریشه کن کردن سلول‌های مو به ویژه هنگامی که مورد استفاده در درمان تومورهای چشمی است، شود.
- ژنتیک: برخی از بیماری‌های ذکر شده در این علل می‌تواند به ارث برده است.

## تشخیص
تشخیص اصلی مشاهده این منطقه است. پس از آن آزمایش خون می‌تواند انجام شود برای تعیین اینکه اگر از قبل شرایط موجود باشد. سابقه خانوادگی می‌تواند به برخی از این علل/شرایط که می‌تواند به ارث برده شوند، مربوط گردد.

## درمان
درمانهای مختلف برای ریختگی مژه موجود است و می‌تواند در صورت درمان به موقع برگشت‌پذیر باشد. درمان ریختگی مژه کاملاً وابسته به وضعیت از قبل موجود دارد. زمانی که ناشی ازبلفاریت باشد،آنتی بیوتیک برای مبارزه با عفونت باکتریایی استفاده می‌شود. افرادی که مبتلا به کشیدن مو هستند باید به دنبال کمکهای رفتاری و روانی باشند. نگاه بسیاری از مردم به جراحی کاشت مو بیشتردر موارد غیر زخمی است. این جراحی عمدتاً یک روش زیبایی است تا پزشکی. درمان‌های دیگر نیز وجود دارد که می‌تواند برای مقاصد زیبایی مورد استفاده قرار گیرد.

### درمان جراحی
عمل جراحی برای ترمیم ابرو در موارد شدید وجود دارد. انتخاب بسیاری از جراحان، ایمپلنت nylon است اما در برخی از کشورها به علت عفونت ممنوع شده‌است. در حال حاضر پیوند فولیکولی روش انتخابی است. در این عمل جراحی، نمونه‌های مو از اهداکننده به صورت جداگانه گرفته شده و به منطقه نازک شده، پیوند زده می‌شود است. برش کوچک ساخته شده و گرافت‌ها به صورت جداگانه با توجه به مقدار مو در هر فولیکولهایدر جای خود جایگزاری می‌شود. در این روش هیچ زخم یا بخیه وجود ندارد و مو پس از چند ماه بعد از جراحی شروع به رشد می‌کند.

### داروها
مینوکسیدیل یک درمان موضعی رایج در درمان ریزش موی ابرو مربوط به بیماریآلوپسی آره آتامی‌باشد. دیگردرمان موضعی (latanprost یا bimatroprost) است که عمدتاً برای درمان گلوکوم است که همچنین می‌تواند برای ضخیم کردن و تغییر رنگدانه مژه هامورد استفاده قرار گیرد.

### لوازم آرایشی و بهداشتی درمان
بسیاری از مردم بااستفاده از لوازم آرایشی و بهداشتی درمان برای پوشش ریزش مو مانند استفاده از مژه مصنوعی وزدن خالکوبی ابرو ومژه، مدادکشیدن در ابرو یا با استفاده از ریمل مژه و ابرو این مشکل را پنهان می‌کنند. برخی از مردم حتی با استفاده از خط چشم در برابر این مشکل ایستادگی می‌کنند.

## تحقیقات اخیر
در حال حاضر تحقیقاتی برای پیدا کردن اطلاعات بیشتر در درمان در حال انجام است.
مطالعات در حال انجام است که نشان می‌دهد ریختگی مژه می‌تواند مربوط به بدخیمی باشد. یک مطالعه توسط Groehler وRose انجام شد که از نظر آماری ارتباط بین این دومعنی دار بود. آن‌ها به این نتیجه رسیدند که بیماران مبتلا به بدخیمی ضایعات در پلک شانس بیشتری برای ریختگی مژه از یک بیمار با یک ضایعه خوش‌خیم دارند. آن‌ها اعلام کردند البته نبودن ریختگی مژه نمی‌تواند نشانه این باشد که زخم‌ها بدخیم هستند.
در بسیاری ازبیماران جذام ریختگی مژه یک علامت یا کیفیت پس از تشخیص است. در هند جذام شایع است و محققان گزارش یک مورد ریختگی مژه قبل از تشخیص جذام بدون ضایعات پوستی را دادند. این اجازه می‌دهد که درمان سریعتر شروع شود.
دلیل اصلی بسیاری ازریختگی‌های مژه داروهای شیمی درمانی است. در سال ۲۰۱۱ یک آزمایش کلینیکی روی یک ژل مژه‌ای به نام بیماتوپروست انجام شد. این ژل مژه‌ها رادر مقدار و ضخامت تقویت می‌کند. این تست بر روی ۲۰ بیمار مبتلا به سرطان پستان که تحت شیمی درمانی بودند انجام شد. نتایج مثبت به نظر می‌رسید که استفاده از ژل باعث رشد مژه پس از استفاده از داروهای شیمی درمانی می‌شود.